# گابریلا روئپکه
گابریلا روئپکه (اسپانیایی: Gabriela Roepke‎؛ ۱۹۲۰ در سانتیاگو شیلی - ۲۰۱۳) بازیگر تئاتر، نمایش‌نامه‌نویس، شاعر، مقاله‌نویس و استاد دانشگاه اهل شیلی بود.

## زندگی
گابریلا روئپکه در سانتیاگو شیلی به دنیا آمد و همان‌جا بزرگ شد. وی از حدود دهه ۵۰ میلادی سفرهای بسیاری به ایالات متحده آمریکا داشت. او در دانشگاه کاتولیک پاپی شیلی در زادگاهش و در دانشگاه سوربن فرانسه (۱۹۵۲) و دانشگاه نورت کارولینای ایالات متحده (۱۹۵۷–۱۹۵۸) تحصیل کرد. پس از آن در شیلی به تدریس ادبیات و نمایشنامه (۱۹۵۸–۱۹۶۶) پرداخت و از سال ۱۹۶۶ به تدریس در آمریکا مشغول شد. او استاد دانشکده درام و اپرا در دانشگاه هنر فیلادلفیا و دانشکده موسیقی و تئاتر در مدرسه جدید تحقیقات اجتماعی در نیویورک بود. او از سال ۱۹۶۸ در نیویورک اقامت گزید.
روئپکه در حدود ۱۵ نمایشنامهٔ تئاتر بلند نوشته که همهٔ آن‌ها در شیلی، پرو، اسپانیا و ایالات متحده به روی صحنه رفته‌اند.
او همچنین قطعه‌هایی کوتاه – از جمله تعدادی نمایش‌نامه برای کودکان و کتاب‌های شعر نگاشته‌است. کتاب‌های شعر او عبارتند از: «اولین سروده‌ها» (۱۹۵۴) و «باغ تنها» (۱۹۵۸).
اولین اثر نمایشی او دعوت (۱۹۵۴) بود که مفتخر به دریافت ۲ جایزهٔ ملی شد: «جایزهٔ کائوپولیکان» (به اسپانیایی: Caupolican) که به بهترین اثر دراماتیک سال اهدا شد و «جایزهٔ محلی تئاتر» (به اسپانیایی: municipal de Teatro).
در سال ۱۹۵۵ اثر «گناهکاران» از این نویسنده در لیما پرو به روی صحنه رفت و در ۱۹۵۷ دو اثر کوتاه دیگر از وی در ایالات متحده به نمایش درآمد: یک اثر کمدی به نام «یک پروانهٔ سفید» و یک کمدی خیابانی (به انگلیسی: Farce) به نام «خطرات ادبیات شایسته». هر دوی این آثار موفق به دریافت «جایزهٔ نمایش‌نامه‌نویسی رولاند هالت» (به انگلیسی: Roland Holt Playwriting Award) در سال ۱۹۵۸ شدند.
او بعدها به کشورش بازگشت و در سال ۱۹۵۹ دو درام پلیسی را در دو پرده با نام‌های «تار عنکبوت» و «سه کمدی دربارهٔ عشق» بر صحنه برد.
در بین سال‌های ۱۹۶۱ و ۱۹۶۳ در مادرید بود و در آنجا دو کنفرانس در مؤسسهٔ فرهنگی اسپانیایی ارائه کرد. در سال ۱۹۶۳ نمایش «تار عنکبوت» با نام جدید «گل سرخ الماس‌ها» به عنوان بخشی از جشنواره تئاتر آمریکای لاتین همان سال در گرانادا معرفی شد.
در سال ۱۹۶۵ چند اثر دیگر از وی بر روی صحنه‌های شیلی رفت: «تظاهر عالی»، «قلعه‌ای بدون ارواح» و «تولد شگفت‌انگیز لی لی».
در سال ۱۹۶۶ روئپکه برنده کمک‌هزینه گوگنهایم شد.
وی در سال ۱۹۶۶ بار دیگر به عنوان استاد مهمان در دانشگاه کانزاس به آمریکا بازگشت و در سال ۱۹۶۸ به نیویورک نقل مکان کرد. در این زمان او از سمت استادی کناره‌گیری کرد و به ارائهٔ کنفرانس در موسسات مختلف فرهنگی و دانشگاه‌های نیویورک مشغول شد.
روئپکه در نوامبر سال ۲۰۱۳ درگذشت.

## آثار

### نمایشنامه
- 1954. La invitación (دعوت)
- 1955. Los culpables (گناهکار)، که بعداً با نام Juegos silenciosos (بازی‌های ساکت) در ۱۹۵۹ بازنشر شد
- 1955. Las santas mujeres (زن مقدس)
- 1957. Los peligros de la buena literatura (خطرهای ادبیات خوب)
- 1958. La telaraña (تارعنکبوت)[۲]
- 1959. Juegos silenciosos (بازی‌های ساکت)[۲]
- 1959. La mariposa blanca (پروانه سفید)[۲]
- 1964. El bien fingido (The Feigned Interest) (in Spanish)
- 1965. Un castillo sin fantasmas (قلعه‌ای بدون ارواح) (in Spanish)
- 1965. Martes ۱۳ (سه‌شنبه ۱۳ام) (in Spanish)[۳]

### شعر
- Primeras canciones (نخستین ترانه‌ها) (۱۹۴۴)
- Jardín solo باغ تنها (۱۹۴۷)[۲]